# Юхновський Олександр Іванович
Олександр Іванович Юхновський, також відомий як «Алекс Лютий» (до арешту в 1975 році — Олександр Юрійович Мироненко) ((19 червня 1925 , Зелена, Подільська губернія  — 1977 , Москва )) — радянський військовослужбовець, журналіст, письменник і перекладач, учасник Другої світової війни.
Став відомий завдяки тому, що на ранньому етапі війни під час німецької окупації України був колабораціоністом, служив у таємній польовій поліції ГФП-721. Згодом перейшов на бік Червоної армії, активно боровся з нацистами, брав участь у штурмі Берліна.

## Довоєнна біографія
Олександр Іванович Юхновський народився 19 червня 1925 року в селі Зелена, Шепетівський округ, Волинська губернія, Українська РСР. Батько — Іван Юрійович Юхновський — був колишнім офіцером армії УНР.
Крім рідної української, Юхновський також володів російською, польською і популярною тоді в СРСР німецькою мовами. Писав патріотичні вірші. Сім'ї Юхновських вдалося уникнути репресій 1937—1938 років і переїхати до міста Ромен.

## Бойовий шлях

### У роки німецької окупації України
Після початку війни і приходу німців в Україну Іван Юхновський сформував з надійних людей місцеву поліцію, куди пристроїв і свого 16-річного сина Олександра. З вересня 1941 по березень 1942 Юхновський-молодший, будучи грамотним і знаючи мови, служив писарем і перекладачем при німецькому штабі, зрідка стаючи в оточення під час проведення розстрілів осіб, засуджених до смертної кари. Сам в стратах участі не брав.
У березні 1942 року до Ромен прибув штаб таємної польової поліції — ГФП (нім. Geheime Feldpolizei, GFP). За порадою батька Олександра вже у квітні зарахували у загін перекладачем; також він брав участь у допитах осіб, підозрюваних у співпраці з «червоними». Наприкінці 1942 року нагороджений німцями відзнакою для східних народів I ступеня без мечів. У січні 1943 року заохочений місячної поїздкою в Третій Рейх.
У серпні 1944 року під час відступу вермахту, 19-річному Юхновському в районі на захід від Одеси вдалося дезертирувати зі свого підрозділу (за іншими даними він випадково відстав від своєї частини). Олександрові вдалося роздобути цивільний одяг і знищити документи, які свідчать про його службу в німецьких військах.

### У Червоній армії
У вересні 1944 року Олександр добровільно вступив у Червону армію під прізвищем своєї мачухи — Мироненко. На призовному пункті Юхновський розповів вигадану історію про те, що нібито його батька Юрія вбили на фронті, а мати загинула під час бомбардування, тоді ж нібито згоріли і всі документи, що посвідчують його особу. Дуже прискіпливі співробітники військкомату, почасти через юний вік оповідача, не стали серйозно розбиратися і повірили на слово Олександру. Там йому успішно відновили документи, які ніколи не існували, за якими Олександр Іванович Юхновський став Олександром Юрійовичем Мироненком. Крім того, дату свого народження Юхновський-Мироненко змінив на 18 червня 1925 року. Спочатку Юхновський служив кулеметником, потім писарем при штабі 191-ї стрілецької дивізії 2-го Білоруського фронту.
Лише через кілька місяців після прибуття в дивізію Юхновського впізнав червоноармієць Шумейко, який був на окупованій території і знав його в обличчя. «Мироненко» запропонував останньому пройти до командира і у всьому розібратися, але дорогою до штабу Юхновський напав на Шумейка і заколов його ножем. Далі продовжував служити кулеметником і перекладачем із німецької. Брав участь у зайнятті Варшави і Кенігсберга. Був поранений при штурмі Берліна і нагороджений медаллю «За відвагу». Крім того, отримав медаль «За звільнення Варшави», «За взяття Кенігсберга», «За взяття Берліна». Імовірно був нагороджений Орден Слави III ступеня (за іншими даними — присвоїв собі нагороду невстановленим чином).
За час служби писав антифашистські вірші та друкувався у фронтових газетах зі статтями, що викривають німецько-нацистських загарбників. У командирів «Мироненко» був на хорошому рахунку, його часто ставили в приклад, крім того, без перепон прийняли в комсомол в 1946 році.

## Післявоєнне життя
Після війни на кілька років влаштувався в радянській зоні окупації Німеччини. З 1948 по 1951 рік Юхновський-Мироненко працював в міжнародному відділі редакції газети «Советская Армія», де друкувалися його вірші, переклади та статті. Паралельно публікувався в газетах Української РСР, наприклад, «Прикарпатська правда». У жовтні 1951 року звільнився зі складу збройних сил і одружився. В 1952 році в сім'ї Юхновського-Мироненко народилася дочка. Сім'я перебралася до Москви, де з 1952 по 1961 рік Юхновський працював у газеті «На будівництві», також співпрацював з газетами «Червоний воїн», «Радянська авіація», «Лісова промисловість» і «Водний транспорт». Скрізь відзначався подяками, грамотами, заохоченнями, успішно просувався по службі, став членом Спілки журналістів СРСР.
У 1959 році Юхновському вперше запропонували вступити в КПРС. Згідно з даними ряду джерел, він відмовився від вступу в партію, побоюючись розкриття того факту, що в юності служив у німецькій частині. За іншими даними, однак, він вступив у КПРС.
У 1961 році прийнятий на роботу у видавництві при міністерстві цивільної авіації СРСР, де в 1965 році отримав посаду головного редактора газети «Червоний воїн». У 1962 році Юхновський переклав із чеської кілька книг Ярослава Гашека.

### Слідство і суд
Існує кілька версій викриття Юхновського. За однією з них, описаною Леонідом Каневським в телепередачі «Слідство вели...», викриттю передувала випадкова зустріч Ібрагіма Хатямовича Аганіна (розвідника, який працював під час війни під прикриттям) з Мироненком-Юхновським у Московському метрополітені.
Щоби підтвердити свої здогадки, співробітники КДБ СРСР запропонували Юхновському вступити в КПРС (при вступі він повинен був вказати свою біографію і так його можна було б звинуватити в неточності та відсутності збігу даних). Так все і вийшло, Мироненка-Юхновського викрили на допиті в КДБ, коли з'ясували, що він приховав факт перебування на окупованій території і носив нагороду з підробленими документами (орден Слави 3-го ступеня). Знайшли ще кілька свідків його служби, що впізнали колишнього колабораціоніста.
Юхновського арештували 2 червня 1975 року і помістили в слідчий ізолятор Лефортово. Спочатку Олександр усе заперечував, однак згодом розповів про свою службу перекладачем. Слідство тривало більше року.
У 1976 році суд визнав Олександра Юхновського винним у пособництві вбивству понад 2000 радянських громадян і засудив його до вищої міри покарання — розстрілу. Юхновський писав прохання про помилування у всі можливі інстанції, де посилався на підневільний характер служби у німців, юний вік і «тиск з боку батька-зрадника». Однак прохання відхилили і 23 червня 1977 року виконали вирок.

## У культурі
- 2007 — документальний серіал «Мисливці за нацистами» (частина 2) на телеканалі «ТВ Центр» (виробництво ТОВ «Прес-експерт» на замовлення ВАТ «ТВ-Центр», автор — Федір Стуков, 2007 рік)
- 2008 — телевізійна програма «На прізвисько „Лютий“» з авторського циклу документальних передач «Слідство вели …» з Леонідом Каневським на телеканалі «НТВ» (виробництво ТОВ «Кінокомпанія „Версія“» на замовлення «НТВ», 2008 рік).
- 2015 — документальний фільм "Без терміну давності. Алекс «Лютий» «(виробництво ТОВ» Віанж продакшн ", ВАТ «ТРК ВС РФ „Зірка“», 2015 рік).
- 2019 — російський багатосерійний історичний детективний телевізійний художній фільм «Алекс Лютий» режисера Леоніда Белозоровича.
- Серіал «Шифр» (2019), серії 5-8